# Quadrat vèdic
En les matemàtiques índies, un quadrat vèdic és una variació en una taula de multiplicar típica de 9 × 9 on l'entrada a cada cel·la és l'arrel digital del producte dels encapçalaments de columna i fila, és a dir, el residu quan el producte dels encapçalaments de fila i columna és dividit per 9 (amb la resta 0 representada per 9). Es poden observar nombrosos patrons i simetries geomètriques en un quadrat vèdic, alguns dels quals es poden trobar en l'art tradicional islàmic.

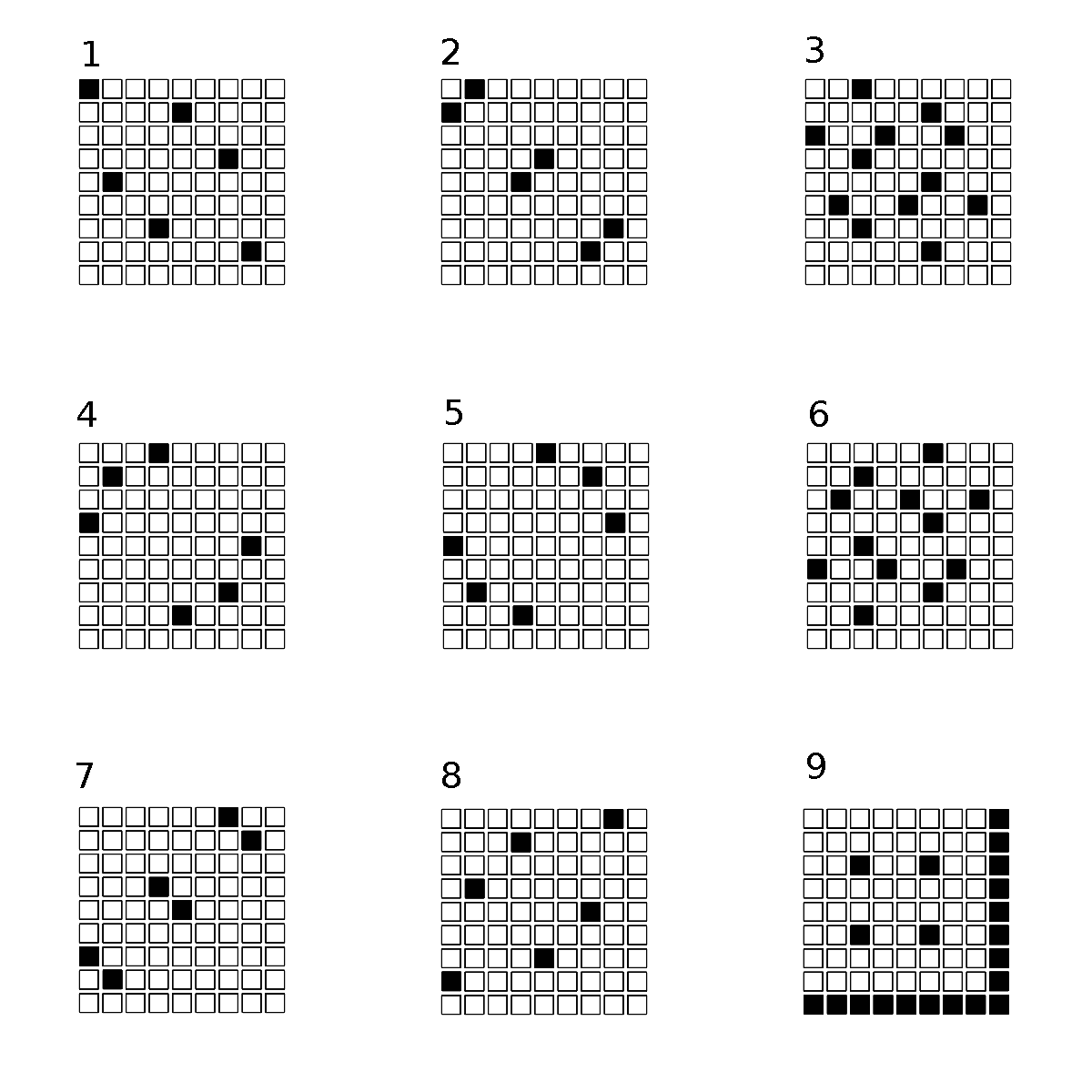
En ressaltar nombres específics dins del quadrat vèdic es revelen formes diferents amb algunes formes de simetria de reflexió

| {\displaystyle \circ } | 1 | 2 | 3 | 4 | 5 | 6 | 7 | 8 | 9 |
| ---------------------- | - | - | - | - | - | - | - | - | - |
| 1                      | 1 | 2 | 3 | 4 | 5 | 6 | 7 | 8 | 9 |
| 2                      | 2 | 4 | 6 | 8 | 1 | 3 | 5 | 7 | 9 |
| 3                      | 3 | 6 | 9 | 3 | 6 | 9 | 3 | 6 | 9 |
| 4                      | 4 | 8 | 3 | 7 | 2 | 6 | 1 | 5 | 9 |
| 5                      | 5 | 1 | 6 | 2 | 7 | 3 | 8 | 4 | 9 |
| 6                      | 6 | 3 | 9 | 6 | 3 | 9 | 6 | 3 | 9 |
| 7                      | 7 | 5 | 3 | 1 | 8 | 6 | 4 | 2 | 9 |
| 8                      | 8 | 7 | 6 | 5 | 4 | 3 | 2 | 1 | 9 |
| 9                      | 9 | 9 | 9 | 9 | 9 | 9 | 9 | 9 | 9 |

## Propietats algebraiques
El quadrat vèdic es pot veure com la taula de multiplicar del monoide {\displaystyle ((\mathbb {Z} /9\mathbb {Z} )^{\times },\{1,\circ \})} on {\displaystyle \mathbb {Z} /9\mathbb {Z} } és el conjunt d'enters positius repartits per les classes de residus mòdul 9. (l'operador {\displaystyle \circ } fa referència a la «multiplicació» abstracta entre els elements d'aquest monoide).
Si {\displaystyle a,b} són elements de {\displaystyle ((\mathbb {Z} /9\mathbb {Z} )^{\times },\{1,\circ \})}, on {\displaystyle a\circ b} són definits per {\displaystyle (a\times b)\mod {9}}, on l'element 9 representa el residu 0 en lloc de l'elecció tradicional de 0.
Això no forma un grup perquè no tots els elements que no són zero tenen un element invers corresponent; per exemple {\displaystyle 6\circ 3=9} però no n'hi ha {\displaystyle a\in \{1,\cdots ,9\}} de tal manera que {\displaystyle 9\circ a=6.}.

### Propietats del subconjunt
El subconjunt {\displaystyle \{1,2,4,5,7,8\}} forma un grup cíclic amb 2 com a opció de generador: aquest és el grup d'unitats multiplicatives de l'anell {\displaystyle \mathbb {Z} /9\mathbb {Z} }. Cada columna i fila inclou tots els sis nombres, de manera que aquest subconjunt forma un quadrat llatí.
| {\displaystyle \circ } | 1 | 2 | 4 | 5 | 7 | 8 |
| ---------------------- | - | - | - | - | - | - |
| 1                      | 1 | 2 | 4 | 5 | 7 | 8 |
| 2                      | 2 | 4 | 8 | 1 | 5 | 7 |
| 4                      | 4 | 8 | 7 | 2 | 1 | 5 |
| 5                      | 5 | 1 | 2 | 7 | 8 | 4 |
| 7                      | 7 | 5 | 1 | 8 | 4 | 2 |
| 8                      | 8 | 7 | 5 | 4 | 2 | 1 |

## De dues dimensions a tres dimensions
Un cub vèdic es defineix com la disposició de cada arrel digital en una taula de multiplicar tridimensional.

## Quadrats vèdics amb bases superiors

Quadrat vèdic de base 100 (esquerra) i 1000 (dreta)

Es poden calcular quadrats vèdics amb una base superior, per analitzar els patrons simètrics que es plantegen, utilitzant el càlcul anterior, {\displaystyle (a\times b)\mod {({\textrm {base}}-1)}}. Les imatges d'aquesta secció (base 100 i base 1000) tenen un codi de color de manera que l'arrel digital d'1 és fosca i l'arrel digital de (base-1) és clara.